# ووكر باتلر
ووكر باتلر (بالإنجليزية: Walker Butler)‏ هو قاضي أمريكي، ولد في 22 مارس 1898، وتوفي في 15 نوفمبر 1969.